# Жэнь Биши
Жэнь Биши́ (кит. трад. 任弼時, упр. 任弼时, пиньинь Rén Bìshí; 30 апреля 1904 года ― 27 октября 1950 года) ― китайский коммунист, военный и государственный деятель.
В начале 30-х годов Жэнь командовал 5-й Красной Армией и был центральной фигурой в Совете Хунань-Цзянси, хотя и был вынужден эвакуироваться после окружения его войск со стороны армии Чан Кайши. В октябре 1934 года Жэнь и остатки его войск присоединились к соединениям Хэ Луна, который укрепился в Гуйчжоу. В структуре командования новой армии Второго фронта Хэ Лун стал военным командиром, а Жэнь ― его политкомиссаром. Под угрозой наступления гоминьдановских войск Жэня и Хэ были вынуждены отступить, приняв участие в Великом походе китайских коммунистов в 1935 году. Во время Второй китайско-японской войны Жэнь был представителем КПК в Коминтерне и секретарём ЦК комитета КПК.
Жэнь считался восходящей фигурой в Коммунистической партии Китая вплоть до своей скоропостижной смерти в возрасте 46 лет. Он был пятым старшим членом 7-го Политбюро КПК до своей смерти.

## Биография

### Ранний период жизни
Жэнь Биши родился в уезде Сянъинь (сейчас эти места находятся на территории городского округа Мило) провинции Хунань в семье учителя. Поступил в Первый нормальный университет Хунани в 1915 году и вместе с Мао Цзэдуном основал Русский исследовательский центр в школе в 1920 году. В том же году он также вступил в молодёжное крыло будущей компартии Китая в Шанхае. В мае 1921 года Жэнь и ещё пять человек, включая Лю Шаоци и Сяо Цзингуана, отправились в советскую Россию, обойдя Нагасаки, Владивосток и территории, занятые белыми. Прибыв в РСФСР в августе 1921 года, все шестеро поступили на учёбу в Коммунистический университет трудящихся Востока. Жэнь вступил в Коммунистическую партию Китая в 1922 году и заменил Цюй Цюбая в качестве переводчика трудов по истории западных революционных движений. После окончания учёбы 23 июля 1924 года он прибыл в Шанхай в августе 1928 года, проехав на поезде по Сибири и покинув Владивосток на катере. По приказу партии Жэнь был назначен преподавателем русского языка в Шанхайском университете. В 1924 году он был назначен в окружной комитет Чжэцзяна и Аньхоя и отвечал за такие публикации, как «Молодежь Китая», «Журнал Миссия» и «Друзья мирных жителей».
В январе 1925 года Жэнь принял участие в качестве члена президиума в Социалистической молодёжной лиге третьего Национального народного конгресса Китая, где было принято решение об изменении названия организации с «Социалистической союз молодёжи Китая» на «Коммунистический союз молодёжи Китая». В мае 1925 года Жэнь Биши стал преемником Чжана Тайлэя на посту первого секретаря Коммунистического союза молодёжи и отвечал за руководство Движения тридцатого мая. Несмотря на провал движения, Жэнь смог консолидировать и использовать молодёжный союз, чтобы расширить своё влияние в партии. В начале апреля 1926 года он женился на Чэнь Конгине в Шанхае. Вскоре после этого Жэнь уехал в Москву для участия в Шестом пленарном заседании исполнительного комитета Международного союза коммунистической молодежи в октябре и оставался в Советском Союзе до марта следующего года.
После Шанхайской резни 1927 года Жэнь был избран членом Центрального комитета КПК, сохранив при этом свой секретариат в Коммунистическом союзе молодёжи. С разрывом Первого объединённого фронта Жэнь встал на сторону Мао Цзэдуна против Чэнь Дусю в августе 1927 года, поддержав идею начала крестьянской революции в Китае. Вскоре после этого Жэнь смог получить временное членство в Политбюро КПК.

### Первая китайская гражданская война (1927―1936)
15 октября 1928 году Жэнь был арестован местным военачальником в округе Наньлин провинции Аньхой, когда пытался выступить на собрании Коммунистического союза молодёжи. Жэнь был освобожден к концу 1928 года, а его сын тем временем заболел воспалением лёгких и умер.
В январе 1929 года он был назначен министром ЦК КПК и главой отдела пропаганды в Совете Цзянси. 13 августа он был назначен временным секретарём Совета Цзянси, которому дал поручение начать публиковать несколько журналов с агитационными материалами. Он был снова задержан 17 ноября во время участия в местном собрании, организованном КПК. Даже под пытками Жэнь не дал никаких показаний полиции. В ответ на его задержание Чжоу Эньлай выступил в качестве переговорщика и смог добиться его освобождения к 25 декабря 1929 года. В апреле и сентябре Жэнь Биши был назначен партийным секретарем в провинциях Хубэй и Ухань. В том же году он был отозван в Шанхай после провала восстания, начатого Ли Лисаном в Нанкине.
Жэнь был переизбран членом Политбюро 7 января 1931 года во время расширенного Четвёртого пленарного заседания КПК. 7 ноября во время первой сессии он был избран членом Центрального исполнительного комитета Китайской Советской Республики.
Во время очередного наступления войск Гоминьдана в провинции Цзянси Жэнь проявил себя как сторонник тактики прямого нападения и очень критично относился к партизанской стратегии Мао. Во время конференции в Нинду в октябре Мао был заменен Чжоу Эньлаем на посту командующего Западной армией. Жэнь позднее признал свою неправоту и публично извинился перед Мао.
Из-за того, что Бо Гу и другие приняли позицию партийной идеологии Ван Мина, Жэнь был вынужден перейти со своего поста в Советском центральном бюро организационного отдела, чтобы стать партийным секретарем в Совете Хунань-Цзянси . После своего назначения он столкнулся с критическими проблемами, такими как Пятая кампания окружения против Совета Цзянси и восстановление партийных элементов в соответствии с планами борьбы с повстанцами. Он остановил контрреволюционные планы и освободил Ван Шудао, Чжан Цилуна и других, чтобы расширить Красную 6-ю армию до 6-й группы армий. В декабре он заменил Цай Хуэйвэня и был назначен политическим комиссаром Совета Хунань-Цзянси.
В августе 1934 года Жэнь вместе с командирами Красной 6-й армии Сяо Ке и Ван Чжэнем организовал успешный марш на Запад, отступив от продвигавшихся войск Гоминьдана в Совете Хунань-Цзянси. Жэнь встретился с Красной 3-й армией 24 октября 1934 года в Иньцзян-Туцзя и Мяо, автономном округе Гуйчжоу, и сформировал группу Красной 2-й армии под командованием Хэ Луна. Несмотря на то, что этой группе армий удалось сохранить контроль над частями Хунани и Хубэя, Национально-революционная армия Чан Кайши предприняла наступление по нескольким направлениям, которое привело к отступлению сил коммунистов. К ноябрю Жэнь , Хэ Лун и Гуань Сяньин смогли вырваться из военной блокады, установленной армией Чанга в Сангжи в провинции Хунань. Совместное командование 2-й и 6-й армий и продолжили Великий поход.
2 июля 1936 года группы 2-й и 6-й армий Жэня встретились с Красной 4-й армией во главе с Чжан Готао и Сюй Сянцяном в Сычуани. Жэнь был тогда политическим комиссаром 2-й армии. Когда Великий поход в октябре наконец подошёл к своему завершению, Жэнь и Пэн Дэхуай были назначены политическими комиссарами передового командования КПК, чтобы противостоять силам Ху Цзуннаня, которые находились в Шэньси. К декабрю Жэнь уже был членом как Реввоенкомбазы ЦК КПК, так и Президиума.

### Во время Второй китайско-японской войны (1936―1945)
В январе 1931 года Пэн Дэхуай и Жэнь вместе с Ян Хучэном отправились в Сиань, чтобы организовать линию обороны против японских войск путем мобилизации 7-й армии и Северо-Восточной армии. В августе Жэнь был членом Центральной военной комиссии, которая занимались формированием 8-й армии. К 16 октября Жэнь был главой политического департамента 8-й армии и Центральной военной комиссии КПК.
В 1938 году он принял участие в заседании Северного отделения Центральной военной комиссии КПК. В марте был отправлен ЦК КПК для переговоров с Коминтерном в Москве. В июле он официально заменил Вана Цзясяна в качестве представителя КПК в Коминтерне. Жэнь вернулся в Яньань 26 марта 1940 года, где приступил к работе в Секретариате и Организационном департаменте КПК. В апреле 1942 года он возглавил Движение Чжэнфын в регионе Шан-Ганнинг. Жэнь, наряду с Мао и Лю Шаоци, стал ответственным за северо-западные регионы Ганьсу-Нинся и Шаньси, и в том же месяце отвечал за организацию 8-й армии в Сиане. Жэнь был частью команды, которая решала проблемы лидерства между четвёртым пленарным заседанием и конференцией Цуньи в докладе «Резолюция по некоторым вопросам в истории КПК».

### Во время Второй гражданской войны в Китае (1945―1949)
Во время Седьмого национального конгресса Коммунистической партии Китая в марте 1945 года Жэнь Биши был избран членом Политбюро ЦК КПК. В составе Постоянного комитета Политбюро ЦК КПК ему предшествовали только Мао Цзэдун, Лю Шаоци, Чжоу Эньлай и Чжу Дэ. В конце ноября у Жэня был диагностирован серьёзный недуг. Лечащий врач был командирован к нему лично по указанию Сталина. С тех пор его участие в повседневной партийной политике было ограничено. 26 августа 1946 года Жэнь начал работать над проектом создания новой организации коммунистической молодёжи.
В 1947 году он был назначен главой комитета по проведению различных земельных и экономических реформ в Шанбее, но вскоре был освобожден от этой должности из-за проблем со здоровьем. В 1948 году Жэнь присутствовал на конференции в Сибайпо с Чжоу, Лю и Чжу Дэ. Несмотря на болезнь, Жэнь участвовал в командовании армиями во время Ляошэньского, Хуайхайского сражений и Пекин-Тяньцзиньская операции.
В феврале 1949 года он был назначен главой Подготовительного комитета Коммунистического союза молодёжи Китая. Он также был назначен почётным председателем его Центрального комитета. Вскоре после этого, однако, состояние Жэня ухудшилось, и его пришлось перевести в Москву для дальнейшего лечения. После начала Корейской войны Жэнь вернулся в Китай. Он присутствовал на праздновании первой годовщины КНР, которая прошла на площади Тяньаньмэнь 1 октября. После этого Жэнь активно занимался изучением ситуации в Корейской войне, но здесь его наконец окончательно подкосил инсульт. Через три дня после инсульта и неудачного лечения он умер в Пекине 27 октября 1950 года.

## Смерть и наследие
После его смерти была проведена поминальная служба в Императорском Храме Предков 30 октября, на которой присутствовали Мао, Лю, Чжоу, Пэн Чжэнь и Чжу Дэ. Жэнь был похоронен 18 июля 1951 года на Революционном кладбище Бабаошань. Маршал Е. Цзяньин выступил с торжественной речью, в котором назвал покойного «верблюдом партии, который долго и упорно работал без отдыха, никогда не искал удовольствия, никогда не таил обид против кого-либо». «Он был примером для всех нас и лучшим членом партии, выдающимся революционером» ― добавил он же.